# Flying Saucer Attack
Flying Saucer Attack — британская экспериментальная рок-группа, сформированная в 1992 году в Бристоле.
Характерная черта группы - звучание лоу-фай, которое объясняется использованием простой аппаратуры и записыванием музыки на дому, поэтому Flying Saucer Attack условно можно отнести к DIY-культуре. Группу нередко связывают с шугейзингом и такими коллективами, как Ride, My Bloody Valentine, The Jesus and Mary Chain. Основными участниками группы являются David Pearce и Rachel Brook.

## Дискография

### Альбомы и компиляции
- Flying Saucer Attack (FSA, 1993)
- Distance (singles compilation) (1994)
- Further (1995)
- Chorus (singles compilation) (1995)
- Distant Station (FSA samples arranged by Tele:Funken) (1996)
- In Search of Spaces (live tracks from 1994) (Corpus Hermeticum, 1996)
- New Lands (1997)
- Mirror (FSA, 2000)
- PA Blues (2004) (CD-R compilation of live and rehearsal tracks)
- Heartbeat/Complete (2012) (Compilation of singles/rarities) **Edition of 500 LPs in hand-sprayed jackets** (Weltraum Disk)

### Синглы и EP
- "Soaring High" (FSA, 1992)
- "Wish" (FSA, 1993)
- "Crystal Shade" (FSA, 1994)
- "Land Beyond the Sun" (1994)
- "Beach Red Lullaby" (1995)
- "Outdoor Miner" (1995)
- "At Night" (split 7" with Jessamine) (1996)
- "Sally Free and Easy" (1996)
- "Goodbye" (featuring Roy Montgomery) (1997)
- "Coming Home" (1997)